# جين مور (لاعب كرة قاعدة)
جين مور (بالإنجليزية: Gene Moore)‏ هو لاعب كرة قاعدة أمريكي، ولد في 10 نوفمبر 1886 في لانكستر في الولايات المتحدة، وتوفي في 31 أغسطس 1938 في دالاس في الولايات المتحدة.

## وصلات خارجية
- جين مور (لاعب كرة قاعدة) على موقعبيزبول رفرنس.كوم (الدوري الرئيسي) (الإنجليزية)